# Иван Гладнев
Иван Николов Гладнев е български адвокат.

## Биография
Роден е на 6 април 1886 г. в Габрово, в занаятчийско семейство. Завършва юридическо образование и работи като адвокат в родния си град. Става член на Радикалдемократическата партия. През ноември 1918 г., по време на първото публично събрание на местната комунистическа организация в салона на казино „Бузлуджа". Единствен от всички присъстващи критикува предложената резолюция за съюз със Съветска Русия и присъединяване на България към световната революция. След 1919 г. се установява в София и продължава да работи като адвокат. Той е сред инициаторите за създаване на Демократическия сговор. Изявява се като публицист и е избран за общински съветник. Загива при атентата в църквата „Света Неделя“ на 16 април 1925 г.